# Коробиха (Воскресенский район)
Коробиха — деревня в составе Благовещенского сельсовета Воскресенского района Нижегородской области.
Располагается на правом берегу реки Ветлуги.

## Население
| 1999 | 2002 | 2010 |
| ---- | ---- | ---- |
| 26   | ↘25  | ↘10  |

### Фотографии
- Улица. Архивировано из оригинала 13 октября 2016 года.
- Заброшенный дом. Архивировано из оригинала 10 октября 2016 года.